# Schweiz am Sonntag
Schweiz am Sonntag war eine Schweizer Sonntagszeitung mit dem Hauptverbreitungsgebiet im Schweizer Mittelland und in der Südostschweiz. Sie war die siebte Ausgabe des Zeitungsverbunds az Nordwestschweiz und der Zeitung Die Südostschweiz.

## Geschichte
Im Herbst 2007 wurde die Zeitung von den AZ Medien unter dem Namen Sonntag gegründet und seither von ihr verlegt. Mit der Ausgabe vom 26. September 2010 änderte die Zeitung den Namen auf Der Sonntag. Am 24. März 2013 wurde die Zeitung in Schweiz am Sonntag umbenannt, da sie neu auch die Sonntagsausgabe der Südostschweiz war. Die Redaktion bestand aus rund 35 Personen, Chefredaktor war Patrik Müller.
Die Zeitung erschien in fünf nationalen Bünden: «Politik», «Wirtschaft», «Gesellschaft», «Kultur» und «Sport». Als sechster Bund erschien in den Regionen Graubünden, Glarus, Gaster-See, Limmattal/Zürich, Aargau, Basel und Baselland, Solothurn/Oberaargau, Olten und Zofingen zusätzlich ein entsprechender Regionalbund. Seit 24. April 2016 erschien die Zeitung in einem leicht veränderten Layout und einem zusätzlichen Bund «Morgen», der sich mit Zukunftsthemen aus Wissenschaft und Gesellschaft auseinandersetzte, insbesondere mit den Folgen der digitalen Revolution.
Am 26. Februar 2017 erschien die letzte Ausgabe der Schweiz am Sonntag. Stattdessen gibt die AZ Medien seit dem 4. März 2017 eine ausgebaute Samstagsausgabe der Aargauer Zeitung unter dem Titel Schweiz am Wochenende heraus. Als Grund für die Einstellung wurden rückläufige Werbeeinnahmen und hohe Kosten für Druck und Vertrieb angegeben. Bereits Anfang 2016 war die wöchentliche Grossauflage der Aargauer Zeitung am Donnerstag auf wenige Ausgaben pro Jahr reduziert worden.

## Kritik
Chefredaktor Patrik Müller veröffentlichte  in der Schweiz am Sonntag im August 2014 einen Artikel über den Badener Stadtpräsidenten und damaligen Nationalrat Geri Müller. Dieser hatte während mehrerer Monate einen Chat-Verkehr mit einer Frau gepflegt, wobei er ihr auch Nackt-Selfies verschickte, die Kommunikation erfolgte teilweise während der Arbeitszeit und an dessen  Arbeitsort. Schliesslich kam es auch zu einem Polizeieinsatz bei der Frau. Deshalb formulierte Patrik Müller in seinem Artikel den Verdacht, Geri Müller habe als Stadtpräsident sein Amt missbraucht. Der Artikel löste eine mediale Jagd auf den Politiker aus. Darauf reichten 18 aktive und ehemalige National- und Ständeräte von sieben Parteien eine Beschwerde beim Schweizer Presserat gegen die Schweiz am Sonntag ein. Nach deren Ansicht drohe die ganze politische Kultur Schaden zu nehmen, wenn der Fall Geri Müller Schule mache. Der Presserat gab ihnen recht, er erkannte kein öffentliches Interesse an einem Bericht über die erotische Chat-Beziehung des Politikers. Auch die allfällige Möglichkeit des Amtsmissbrauchs hätte mit einer genügenden Recherche aus der Welt geschafft werden können. Der Presserat befand, dass die Schweiz am Sonntag die Privat- und Intimsphäre von Politiker Geri Müller auf schwere Weise verletzt habe. Peter Wanner, Verleger der Zeitung, verteidigte die Publikation, sexistische Handlungen von Politikern in Amtsräumen genössen nicht den Schutz der Privatsphäre. Am 24. September 2017 wurde Geri Müller als Stadtammann von Baden abgewählt, ebenso als Mitglied des Stadtrates. 2018 kam es zu einer aussergerichtlichen Einigung zwischen AZ Medien und Geri Müller. Die AZ Medien und Patrik Müller haben gegenüber Geri Müller «ihr Bedauern über die Unannehmlichkeiten ausgedrückt, die er dadurch erlebt hat». Zu den Einzelheiten der Einigung wurde Stillschweigen vereinbart. Das von Geri Müller gegen Patrik Müller angestrengte Strafverfahren wurde aufgrund des aussergerichtlichen Vergleiches von der Staatsanwaltschaft eingestellt.